# Акінфієв Іван Якович
Іва́н Я́кович Акинфі́єв (10 червня 1851, с. Донське, нині Ставропольського краю Росії — 2 серпня 1919, Катеринослав, нині Дніпро) — ботанікогеограф та флорист.

## Життєпис
Закінчив Новоросійський університет в Одесі (1879). Працював викладачем природознавства в Болграді (1879—1880), в Катеринославі (1880—1905, 1911—1919), в Олександрівську (1905—1911) та доцентом ботаніки Катеринославського університету. Протягом багатьох років вивчав флору Катеринославської губернії та Центрального Кавказу.